# 16051 Бернеро
16051 Бернеро (16051 Bernero) — астероїд головного поясу, відкритий 10 травня 1999 року.
Тіссеранів параметр щодо Юпітера — 3,336.